# Cnossos

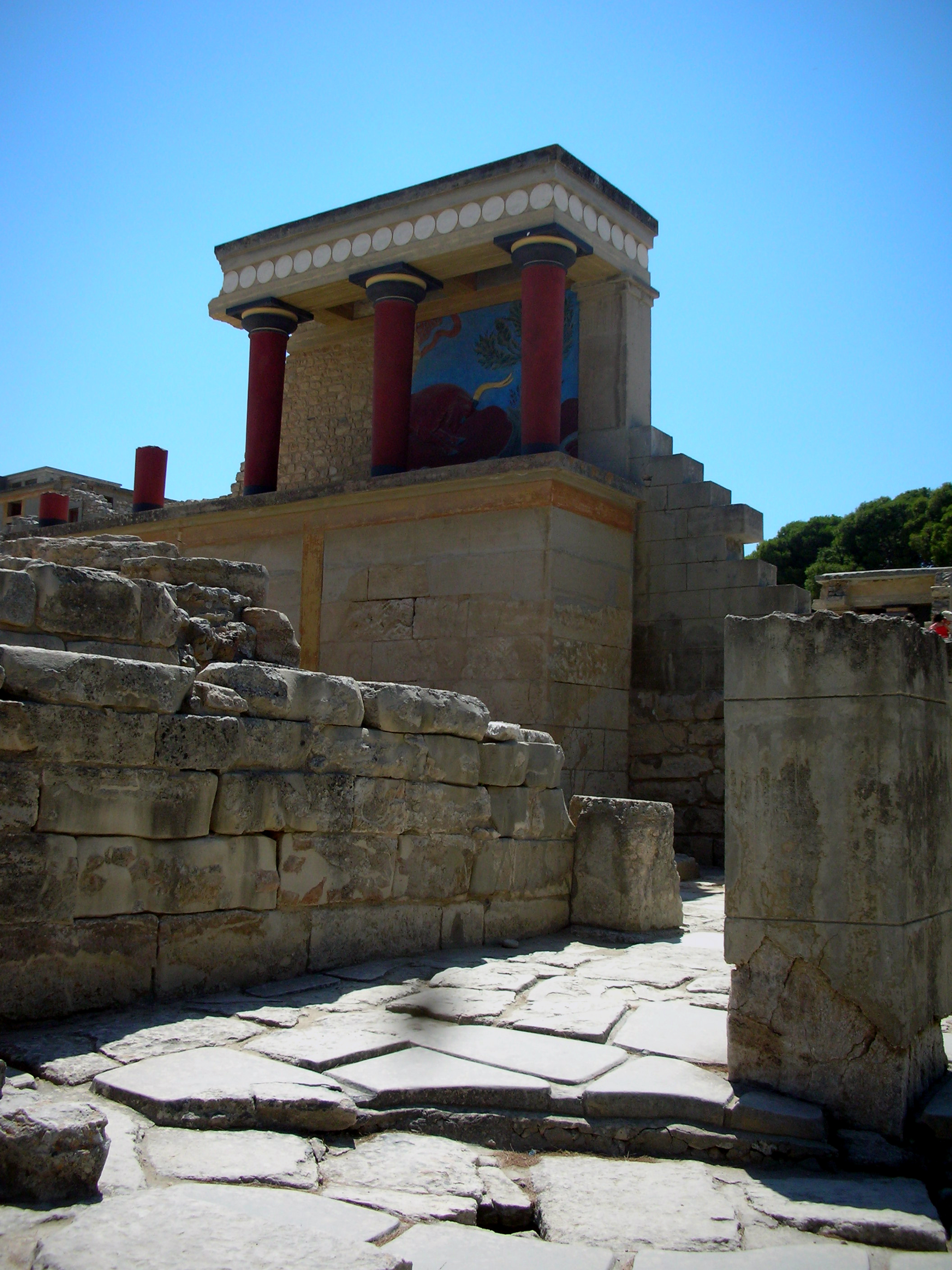
Parte da reconstrução feita por sir Arthur Evans do palácio minoico de Cnossos. Este é o Bastião A da Entrada Norte, conhecido pelo Afresco do Touro.

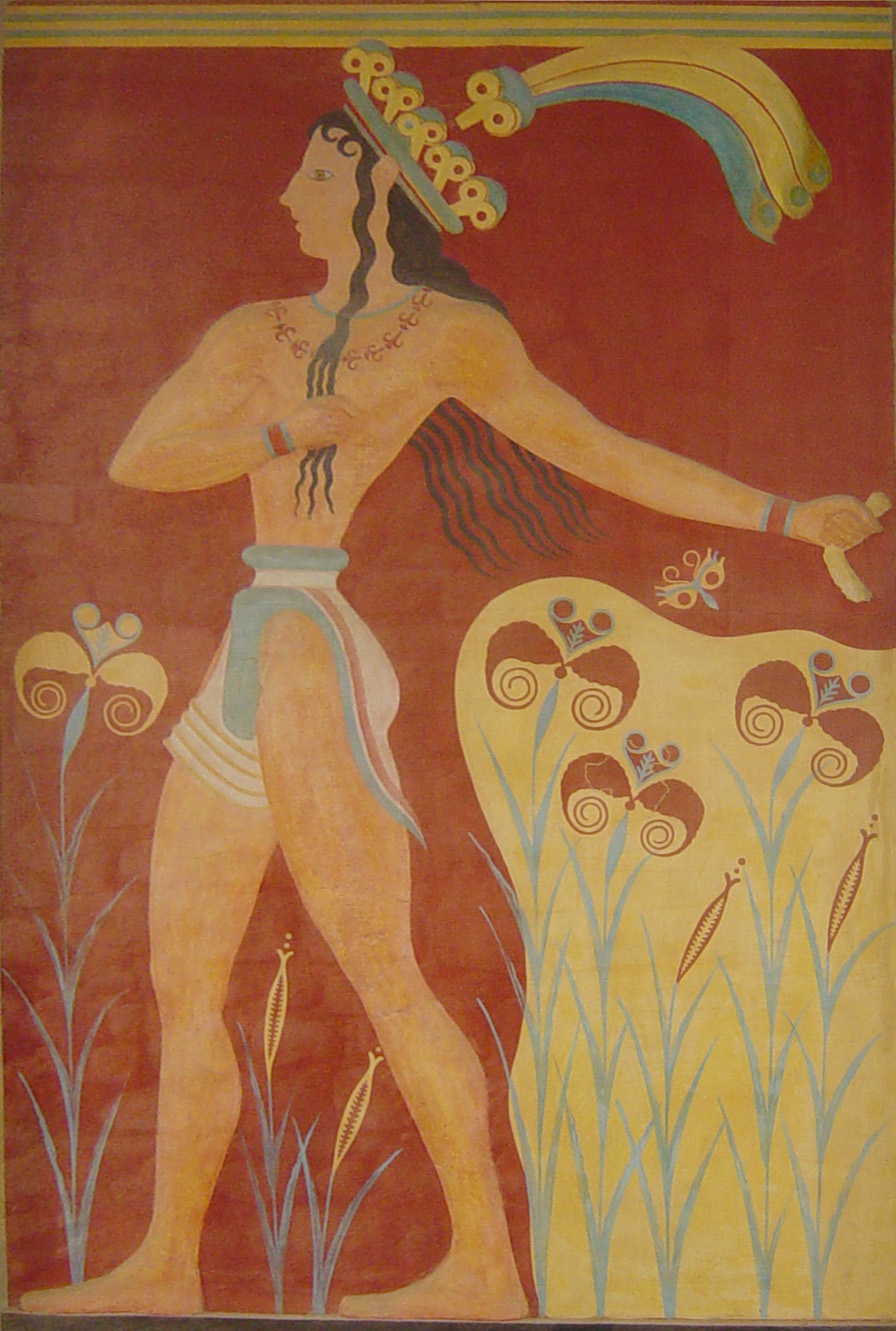
"Príncipe dos lírios", relevo em gesso situado no fim do Corredor das Procissões, restaurado por Gilliéron e tido por Arthur Evans como um rei-sacerdote, vestindo uma coroa com penas de pavão e um colar com lírios, conduzindo um animal desconhecido para o sacrifício.

Cnossos (em grego: Κνωσός; romaniz.: Knossós; AFI: [kno̞ˈso̞s]) é o maior sítio arqueológico da Idade do Bronze da ilha grega de Creta, provável centro cerimonial e político-cultural da Civilização Minoica. Situado próximo da cidade moderna de Heraclião, atualmente Cnossos é visitado por muitos turistas, que visitam a "reconstrução" imaginativa feita a partir das ruínas que existiam no local.
A cidade de Cnossos permaneceu importante durante os períodos clássico e romano, porém sua população se mudou para a cidade de Handaq (atual Heraclião) durante o século IX. No século XIII passou a ser chamada de Macriteico ("Muro Comprido"); os bispos de Gortina continuaram a se chamar de 'Bispos de Cnossos' até o século XIX. Atualmente o nome é usado apenas para se referir ao sítio arqueológico em si, localizado na periferia de Heraclião.
Entre os achados mais importantes estão os afrescos que decoram as paredes. Estas pinturas sofisticadas mostram uma grande civilização que vivia com luxo. Suas vestimentas não parecem herdadas de nenhuma civilização conhecida. As vestes femininas tinham mangas bufantes, cinturas finas e saias drapeadas. Tinham uma distinta cor azul, indicando comércio com os fenícios. Os murais retratavam competições atléticas (possivelmente um ritual de maturidade) em que os jovens praticavam acrobacias no dorso de touros.
A peça central do palácio era a Sala do Trono. Esta câmara tinha uma notável cadeira no centro. Também havia um tanque que se especula fosse um aquário.

## Descoberta e escavação
As ruínas de Cnossos foram descobertas em 1878 por Minos Kalokairinos, um comerciante e antiquário cretense, que liderou as primeiras escavações do Monte Cefala, durante as quais foram escavados os armazéns da ala oeste e partes da fachada ocidental. Depois de Kalokairinos diversas pessoas tentaram continuar os trabalhos no sítio, porém apenas em 16 de março de 1900 o arqueólogo inglês sir Arthur Evans podia comprar todo o sítio e realizar um trabalho ali em grande escala. A escavação e o restauro de Cnossos, e a descoberta da cultura que ele chamou de minoica, é inseparável de sua história pessoal. Auxiliado por Duncan Mackenzie, que já se havia destacado por suas escavações na ilha de Melos, e pelo senhor Fyfe, arquiteto da Escola Britânica em Atenas, Evans contratou uma enorme equipe de trabalhadores locais, e em poucos meses havia desenterrado uma parte substancial de um edifício, que ele chamou de Palácio de Minos. O termo 'palácio', no entanto, pode ser equivocado; enquanto o termo atualmente designa um prédio elegante, usado como moradia de um chefe de Estado ou indivíduo de igual estatura, Cnossos era uma reunião intrincada de mais de 1 000 aposentos que se interligavam, alguns dos quais serviam como ateliês para artesãos, e centros de processamento de alimentos (como, por exemplo, prensas para a fabricação de vinho). Servia tanto como armazém central quanto como centro religioso e administrativo. A sala do trono foi repintada por uma equipe de artistas formadas por pai e filho, ambos chamados Émile Gilléron, sob ordens de Evans. Embora este afirmasse ter baseado suas recriações a partir das evidências arqueológicas, muitos dos afrescos mais conhecidos da sala do trono são criações inteiramente próprias dos Gilléron.
O sítio tem uma história de habitação humana muito antiga, que se iniciou com a fundação do primeiro assentamento neolítico, por volta de 7000 a.C.. Com o tempo, e através de diferentes fases, cada uma com sua dinâmica social, Cnossos cresceu até que, dos séculos XIX a XVI a.C. (durante os períodos do 'Antigo Palácio' e do 'Novo Palácio') o local passou a ter não só um centro administrativo-religioso monumental, como também uma população que habitava o seu entorno, que variava de 5 000 a 8 000 pessoas.

## Técnicas e materiais de construção usados no Palácio de Cnossos
Basicamente se usava pedras aglomeradas, adobe, ou mesmo blocos de pedras talhados, além de madeira, argila, galhos e ramos. Calcário e Gipso eram as rochas mais usadas.
A fundação não era muito utilizada, sendo aplicada apenas em pontos necessários, podendo a chegar a três metros de profundidade, no geral as construções eram feitas sem fundação expressiva, e o palácio de Cnossos reflete isso. As rochas usadas em sua maioria eram o calcário, cinzento-azulado, e bem duro, muito aplicado na pavimentação também.
No geral as paredes eram feitas de pedras aglomeradas, sendo as paredes internas mais finas, feitas com adobe, reduzindo assim seu peso na estrutura. Vigamentos de madeira apoiados sobre as paredes eram usados para se fazer o piso seguinte. As colunas redondas de madeiras são os detalhes arquitetônicos mais conhecidos de Creta, com seu topo mais largo que a base, e capitel estilo almofada, que lhe conferiu originalidade. Pilastras quadradas de pedra ou madeira também existiam, porém eram menos comuns. O pinho e o cipreste dominavam como matéria prima nas colunas.
Os tetos, geralmente planos, eram feitos com vigamentos de madeira, adicionando-se galhos, matos, e ramagens, com uma boa camada de argila de modo a impermeabilizar o teto. Essa técnica ainda hoje é amplamente usada em Creta.
Cnossos foi decorado com frisos de pedras, esculpidos com rosetas ou espirais em relevo, principalmente nos grandes portões. Sendo isso exclusivo de Cnossos. As paredes eram revestidas com um reboco de cal, ou um folheado de gipso, Seixinhos miúdos as vezes eram adicionados ao reboco quando se tratava de paredes externas.
As pedras eram trabalhadas com ferramentas de bronze, onde as marcas são bem visíveis. Serras também de bronze eram usadas para cortar a madeira e o gipso usado para revestir as paredes. Muitas paredes eram pintadas, sendo o vermelho-escuro pompeiano o favorito no Minoico Antigo. Desenhos geométricos em vermelho e branco foram identificados nas paredes no Minoico Médio. Os frescos de estuque em relevo parecem ter sido feitos em Cnossos apenas durante o tempo que precedem os desastres de 1450 a.C. Para se conseguir as cores usadas nas pinturas, materiais como hematita, xistos carboníferos, ossos calcinados, silicato de cobre com soda, até o caríssimo lápis-Lazúli afegão eram utilizados. Os temas das pinturas envolviam rituais religiosos, temas seculares, cenas quotidianas, paisagens, animais e as touradas.

## Arquitetura do palácio de Cnossos
Cnossos não apresentava uma altura constante, nem simetria, os cômodos eram distribuídos por setores cada qual com sua finalidade: havia as inúmeras salas compridas do armazém, ao lado muitas salas para rituais religiosos, do outro lado do palácio haviam os vários aposentos reais, acima deles, as oficinas, etc, tudo isso unido por muitas passagens e escadas. Esse aparente caos a olhos não treinados foi tido como motivo para se especular Cnossos como o Labirinto do Minotauro da mitologia minoica. O próprio Evans sustentava essa hipótese.
O palácio de Cnossos serviu de modelo, ou ao menos de inspiração, aos demais palácios em Creta. O átrio cheio de colunas na parte norte do palácio, além de ser uma das entradas do palácio, tinha no seu piso superior, agora destruído, uma cozinha como em Zacro, pois assim apontam os vestígios cerâmicos ali encontrados.
Na ala oeste do palácio havia um grande corredor que dava acesso a inúmeras salas muito estreitas e compridas que eram os depósitos para os produtos arrecadados, sendo armazenados nos pitos ou cistas, tendo bem próximo a Sala do Trono. Essa configuração arquitetônica dos “armazéns e baias de coleta são, de acordo com as edificações encontradas em escavações arqueológicas, exclusividade do palácio onde vigora o poder do chefe, no caso de Creta do wanax.” Isso mostra a centralização do poder, visto que a redistribuição dos tributos a população era parte importante da manutenção da ordem social vigente, sendo importante atribuição do rei, do wanax, então restrita ao palácio real. Logo se ele controla a redistribuição, ele controla o povo.
Ainda na ala oeste, e próximo do pátio central, estavam várias salas de culto, sendo a mais famosa a Sala do Trono. Haviam salas com cistas enterradas onde se guardavam os ídolos e objetos ritualísticos. O acesso para essa área ritual, segundo Evans, era feito por um longo corredor, que se iniciava na entrada oeste, a qual ele chamou de Corredor da Procissão, por conta das pinturas que indicavam uma procissão ou rito religioso. Indícios de estátuas de deusas gigantes são apontados por Hood, pois segundo ele “Podemos deduzir estátuas de madeira gigantescas, pelas madeixas de cabelo de bronze que se encontram no palácio de Cnossos. Crê-se que fizessem parte da imagem de madeira de uma deusa em tamanho superior ao natural.”
Os aposentos reais ficavam na porção oriental do palácio, que por conta da alta declividade do terreno naquele ponto, fazia-se necessário a construção de vários pavimentos, e ainda assim os aposentos ficavam abaixo do nível do pátio central. Tendo como acesso principal uma imponente escadaria que dava acesso ao pátio central. Nos aposentos reais havia uma grande varanda com vista para o vale do Kairatos, e uma outra sala denominada “Ala dos Machados Duplos”, com desenhos de machados nas paredes, podendo indicar locais de rituais religiosos, porém a de se destacar que “O pequeno templo dos machados duplos de Cnossos é certamente do Minoico Recente III. Embora seja discutível se fazia parte integral do palácio destruído no século XIV a.C. ou se foi erigido posteriormente sobre as suas ruínas.” Essas incertezas prejudicam melhores interpretações sobre o local. Os aposentos eram revestidos de placas de gipso, provenientes da própria Creta, tendo na parte superior das paredes pinturas diversas.
A norte dos aposentos reais ficavam as oficinas dos artesãos do palácio, como mostram os diversos vestígios arqueológicos, como uma reserva de lapis-lacadaemonia, um canteiro de vasos, bem como dois vasos de pedras inacabados. Em sala próxima também foram encontrados diversos materiais de pintura.
Segundo Evans o palácio também era um templo, onde o seu soberano detinha o poder político, econômico, mas também religioso. E isso se reflete na própria arquitetura e disposição das salas e etc. Ausência de elementos arquitetônicos defensivos como fortificações e muros, segundo Cunha (2013-103) onde “Seus palácios surgem como entrepostos comerciais com aspirações sagradas e receptores das oferendas devotadas aos cultos locais”, demonstra o forte poder religioso em Cnossos, e no regime palaciano como um todo de Creta. O palácio era, além de centro administrativo e político, um local extremamente sagrado, tanto que prescinde de muros e sistemas defensivos por que o aspecto sagrado lhe conferiria legitimidade que um ataque seria impensável, pois atacar o palácio, seria atacar os deuses. A própria monumentalidade da arquitetura de Cnossos é uma característica que comunica o poder e a autoridade ali existentes, pois segundo León (2008-61) “La arquitectura monumental sirve, de este modo, para reforzar la autoridad y el poder de la elite que, además de desempeñar otras funciones, constituye un centro común integrador.” E a todas essas características de Cnossos soma-se outro aspecto importante, que pode fazer parte da vida religiosa ou mesmo econômica e política em Cnossos, que são os aspectos astronômicos, que segundo Cunha (2017-69) “as características que as edificações apresentam e os artefatos rituais nelas encontrados sugerem que essas construções tinham uma função de culto associada ao domínio de um saber astronômico.”, ainda segundo Cunha (2017-86) “O domínio de tecnologias para a marcação de estações do ano através das observações celestes e os movimentos de seus corpos é perceptível na sociedade minoica e na constituição de seus palácios e templos. Tal domínio concedia à realeza palaciana minoica tanto o poder de regular o tempo e as datas para seus rituais e celebrações, como também o domínio das rotas de navegação.” então concluímos que esse conhecimento astronômico pode se converter em conhecimento sobre o tempo, as estações e as rotas marítimas, logo, por estar fisicamente restrito ao palácio, essa informação se torna privilégio de quem governa, fortalecendo ainda mais a realeza palaciana.
Alguns autores como R.F. Willet (1995) questionam se Cnossos seria um centro político, pois para ele seria constituído apenas de funções sacerdotais, como podemos ver aqui:
“segundo R. F. Willett localidades como Nirou Khani a Leste de Heraclião, cidade-porto de Cnossos, sugerem que as arquiteturas e formas de construção de uma sociedade em que os palácios estão voltados mais para um centro de culto do que para um centro de poder político propriamente dito. Isso, na posição do pesquisador seria um dos fatores que dirime a posição de existência de uma talassocracia minoica, assim encerrando Creta como responsável por um local de devoção e o poder da sua realeza resumido ao sacerdócio palaciano.” (CUNHA 2013-78)
Por fim, para melhor esclarecer essas dúvidas apenas mais pesquisas arqueológicas no local, visando a recuperar essa materialidade, para tentar interpretá-las baseado nas teorias da arqueologia da arquitetura entre outras.

## References
«Cnossos». no WikiMapia